# Canalul Charleroi-Bruxelles
Canalul Charleroi-Bruxelles (în franceză canal Charleroi-Bruxelles, în neerlandeză kanaal Charleroi-Brussel) este un canal belgian cu un gabarit de clasa a IV-a, accesibil convoaielor de 1350 tone. Cu o lungime totală de 74,2 km, din care 47,9 km pe teritoriul valon, canalul face legătura între Bruxelles și Charleroi și este parte a unei axe de navigație nord-sud care conectează portul Anvers, prin intermediul canalului Bruxelles-Escaut, pe de o parte cu valea râului Sambre (Charleroi, Namur și Liège), și pe de altă parte cu Mons și nordul Franței (Lille, Dunkerque), prin intermediul canalului du Centre și al elevatorului Strépy-Thieu. Canalul traversează teritoriul Regiunii Flamande între kilometrii fluviali 47,0 și 61,6.
Canalul Charleroi-Bruxelles și istoria sa au fost studiate și descrise în mai multe lucrări ale profesorului de hidraulică și inginerului André Sterling. Lucrarea de artă cea mai remarcabilă de pe canal este planul înclinat de la Ronquières.

## Istoric

### Primele proiecte
Sub domnia lui Filip cel Bun, duce de Burgundia (1396–1467), a fost pentru prima dată evocată ideea amenajării unei căi navigabile care să deservească orașele Comitatului Hainaut. Un edict din 1436 autoriza retrasarea și adâncirea cursului Sennei, dar proiectul s-a dovedit mai scump decât se estimase, iar orașul Mechelen, singurul căruia îi era permis să colecteze taxe de transport pe Senne, a respins vehement prospectul construcției unui canal paralel, așa că proiectul a fost abandonat cu totul. În cursul secolelor al XVI-lea și al XVII-lea au văzut lumina mai multe proiecte: în 1531, Carol Quintul (1500–1558) și fiul său, Filip al II-lea, regele Spaniei (1527–1598), au autorizat realizarea unui canalul pe baza primului plan adevărat de conectare printr-o cale navigabilă a localităților Willebroek și Charleroi, dar lucrările nu au demarat imediat. Abia în 1550, Maria de Habsburg, guvernatoarea Țărilor de Jos, a dat ordin de începere a construcției. Lucrările au fost terminate în 1561, noul canal conectând Bruxelles de Escaut la Willebroek, însă nu continua și la sud de Bruxelles. Între 1795 și 1815 actualul teritoriu belgian a fost încorporat Franței revoluționare, respectiv Primului Imperiu Francez, iar ideea continuării spre sud a canalului a fost abandonată, Napoleon I concentrându-se pe o politică externă expansionistă.

### Primul canal

„Harta generală a canalului de la Charleroy la Bruxelles”, din 1839.

Odată cu revoluția industrială, extragerea și prelucrarea cărbunelui au căpătat o importanță economică vitală. Văile râurilor Sambre și Marna sunt bogate în cărbune, iar în timpul domniei lui Willem I al Țărilor de Jos (1813–1840) au fost în sfârșit lansate inițiative concrete de extindere a canalului.
Planificarea a fost încredințată lui A.J. Barthélemy, membru al camerei inferioare a Statelor Generale ale Țărilor de Jos și consilier al Regenței de la Bruxelles. El a propus realizarea de planuri înclinate în locul ecluzelor, pentru a depăși diferența de altitudine dintre Bruxelles și Charleroi. Un plan înclinat este mai rapid și consumă mai puțină apă decât o ecluză, dar este mai costisitor de construit și de întreținut. Avocatul și omul politic Jean-François Gendebien (1753–1838) a sprijinit această idee revoluționară, dar factorul financiar a prevalat, fiind alese ecluzele în defavoarea planului înclinat. 
Inginerul Jean-Baptiste Vifquain a fost însărcinat cu conducerea proiectului. S-a început cu un canal având gabaritul de 70 de tone. Această alegere, condiționată de dificultățile de aprovizionare cu apă, permitea reducerea consumului. Transportul huilei era asigurat cu ajutorul unor barje proiectate de Vifquain și denumite „baquete de Charleroi” sau „saboți”, ale căror caracteristici dimensionale (19 m lungime și 2,6 m lățime) erau adaptate gabaritului redus al canalului. În lungime de 74,2 km, acest prim canal, a cărui excavare s-a efectuat cu cazmaua și târnăcopul, a fost inaugurat în serviciu în 1832. El permitea străbaterea distanței dintre Charleroi și Bruxelles în circa 3–4 zile și a necesitat construcția a 55 de ecluze. Traversarea cumpenei apelor între bazinele hidrografice ale fluviilor Escaut și Meuse se făcea prin tunelul de la Bête Refaite, lung de 1267 m și lat de doar 4 m, între Seneffe și Godarville.

### Al doilea canal

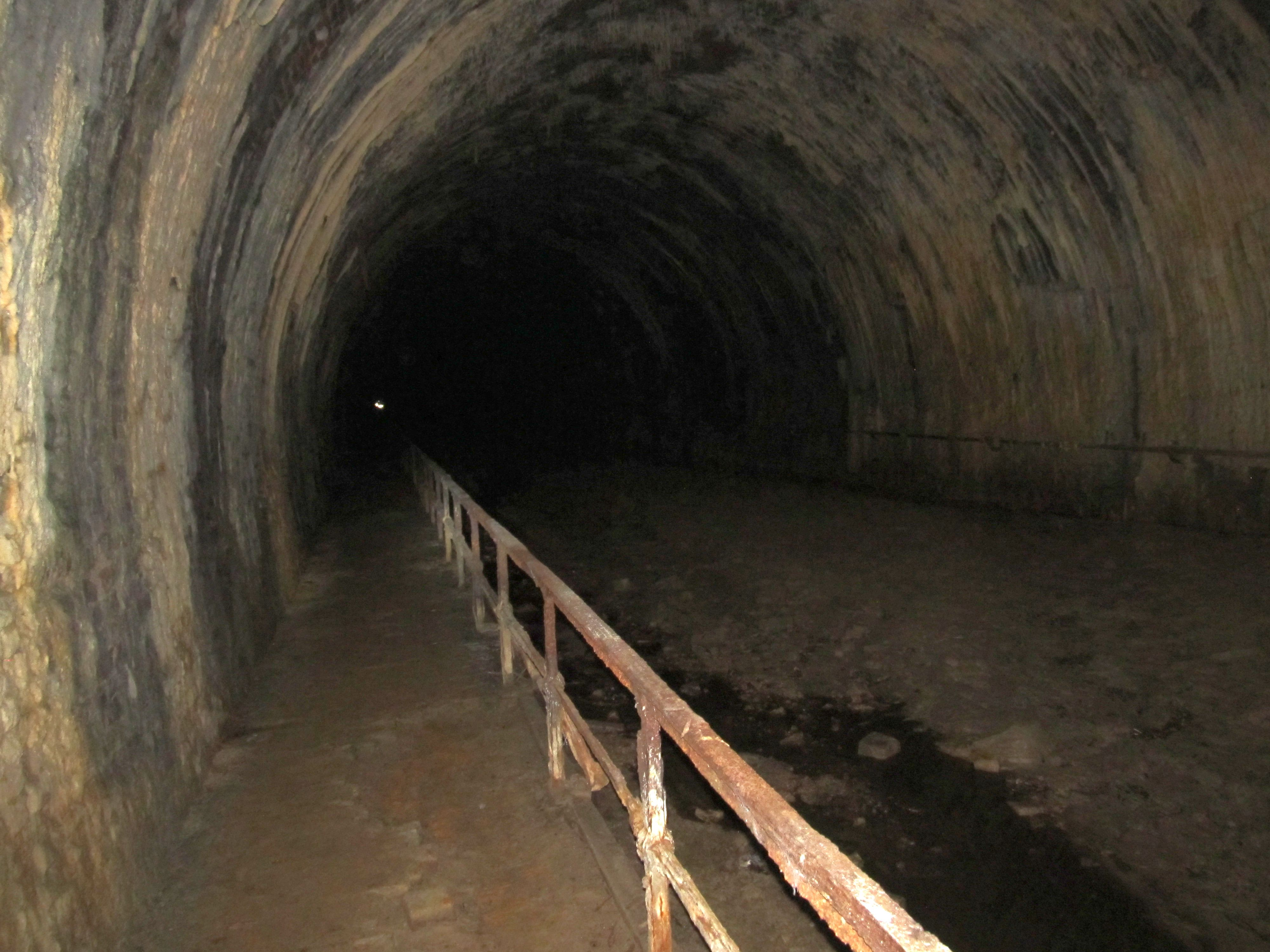
Interiorul tunelului de la Godarville.

Între 1854 și 1857, primele lucrări pentru realizarea unei secțiuni cu „gabarit mare”, de 300 de tone (secțiunea cu gabarit mediu din ziua de astăzi), erau deja avansate pe anumite tronsoane ale canalului.
În 1885, cumpăna apelor între cele două bazine hidrografice a fost străpunsă de un nou tunel navigabil, cel de la Godarville, în lungime de 1050 m.
În 1897, ecluza de la Poarta Flandrei din Bruxelles a trecut de la gabaritul de 600 la cel de 800 de tone. Toate ecluzele cu acest gabarit situate în aval de Clabecq urmau să fie proiectate pentru o capacitate de ecluzare de 1350 de tone. Lucrările au progresat lent și nu au fost terminate decât în 1933.

### Al treilea canal

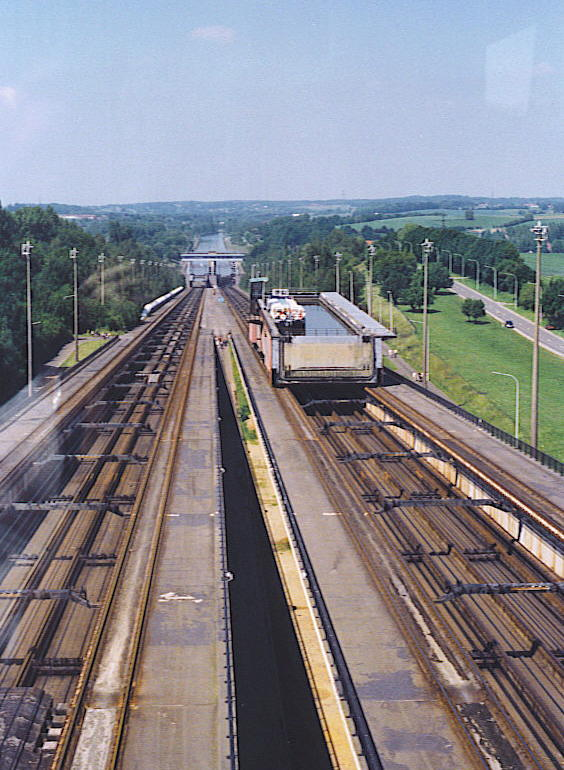
Planul înclinat de la Ronquières.

La presiunea industriașilor din Hainaut, obligați să facă față concurenței industriei din Liège, o ultimă mare modernizare a fost planificată în 1947 și executată între 1948 și 1968. Rezultatul ei este traseul actual al canalului, lărgit și adâncit pentru gabaritul european de 1350 de tone, cu planul înclinat de la Ronquières pentru a rezolva diferența de altitudine. Această construcție de mari dimensiuni a fost realizată în amonte de ecluza numărul 5 de la Ittre. Această ecluză are o cursă de aproximativ 13,33 m pe verticală, fiind una din cele mai mari din Belgia. Planul înclinat de la Ronquières este cel mai lung de acest fel din lume, panta sa măsurând 1432 metri, ceea ce permite ambarcațiunilor să depășească o diferență de nivel de 68 de metri.
Printre altele, canalul urmează văile râurilor Sennette și Senne și traversează cumpăna apelor prin intermediul marii tranșee de la Godarville.

### Planuri de modernizare
În cadrul realizării legăturii navigabile Sena–Escaut, conexiunea între canalul Charleroi–Bruxelles și Rin va trebui și ea modernizată și adusă, între Pommerœul și Namur, la un gabarit de 110 m x 11,4 m. Din acest motiv va fi necesară realizarea a trei noi ecluze pe râul Sambre. Pentru a nu întrerupe traficul pentru o lungă perioadă, noile ecluze, având o capacitate de 112,50 m x 12,25 m, vor fi construite alături de cele vechi.
În decembrie 2016 a fost lansată o licitație publică pentru modernizarea echipamentelor electromecanice ale ecluzelor de la Gosselies, Marchienne-au-Pont și Viesville, precum și a stațiilor de pompare. Licitația a fost adjudecată în martie 2017 de către asocierea Franki–BESIX. Modernizarea celor trei ecluze este efectuată pentru a permite navigația pe canal a vaselor cu un gabarit de clasa a V-a, de 2000 de tone. Tot în acest scop este prevăzută și reconstruirea unor poduri care nu asigură înălțimea liberă de trecere, precum și construcția a cel puțin patru noi ecluze la Charleroi și împrejurimile sale.

### Efecte sociale și economice
Pe măsură ce industria belgiană a început să înflorească în orașul Bruxelles, importanța și diversitatea regiunilor adiacente canalului au crescut treptat în importanță. Pe lângă cursurile de apă, două rute comerciale marcante se încrucișau în regiunea Bruxelles: una dinspre Renania către Flandra, iar cealaltă dinspre Anvers spre Valonia. Regiunea de-a lungul canalului a devenit o piață de desfacere explozivă, având un rol crucial în creșterea gradului de urbanizare și modernizarea orașului. După o perioadă de industrializare rapidă, care a avut loc aproximativ între anii 1750 și 1780, viața și activitatea de-a lungul canalului s-au extins exponențial. Conexiunea căilor navigabile și a drumurilor au permis regiunii să devină un centru de activitate. Sporirea schimburilor comerciale domestice și internaționale, cuplată cu o sporire a capitalului investit de către proprietarii bogați și comercianți au produs o abundență de locuri de muncă în zonele adiacente canalului. În deceniile următoare, orașul Bruxelles a continuat să se dezvolte, devenind unul dintre cele mai influente din Europa.
În 1930, populația orașului depășea 200.000 de locuitori, față de circa 65.000 în anul 1700. La începutul anilor 1980, cele 25 de cartiere din apropierea canalului adăposteau circa o cincime din populația totală a Bruxelles-ului. Comunele care alcătuiesc Regiunea Capitalei Bruxelles sunt locuite de cea mai tânără populație dintre toate orașele Belgiei. Efectele migrării în masă în valea inferioară a Bruxelles-ului sunt vizibile în diversitatea culturilor. Pe măsură ce schimburile economice de-a lungul căilor navigabile au continuat să sporească, imigranți din toată Europa și nu numai s-au stabilit în zonă pentru a profita de industriile în expansiune. Se estimează că procentul imigranților a crescut de la circa 7% din totalul populației orașului la începutul anilor 1960, la 56% din totalul populației la începutul anilor 2000.

### Evenimente recente
Pe 17 decembrie 2005, cadavrul fostului ministru rwandez Juvénal Uwilingiyimana a fost descoperit în canal. El dispăruse pe 21 noiembrie 2005, iar trupul său neînsuflețit a fost găsit dezbrăcat și într-o stare avansată de descompunere. Uwilingiyimana fusese inculpat de către Tribunalul Penal Internațional pentru Rwanda din cauza participării sale la genocidul din 1994. El se întâlnise cu oficiali al tribunalului și se considera că e gata să depună mărturie împotriva unor înalți oficiali din fostul regim Hutu.

## Ecluzele și planul înclinat

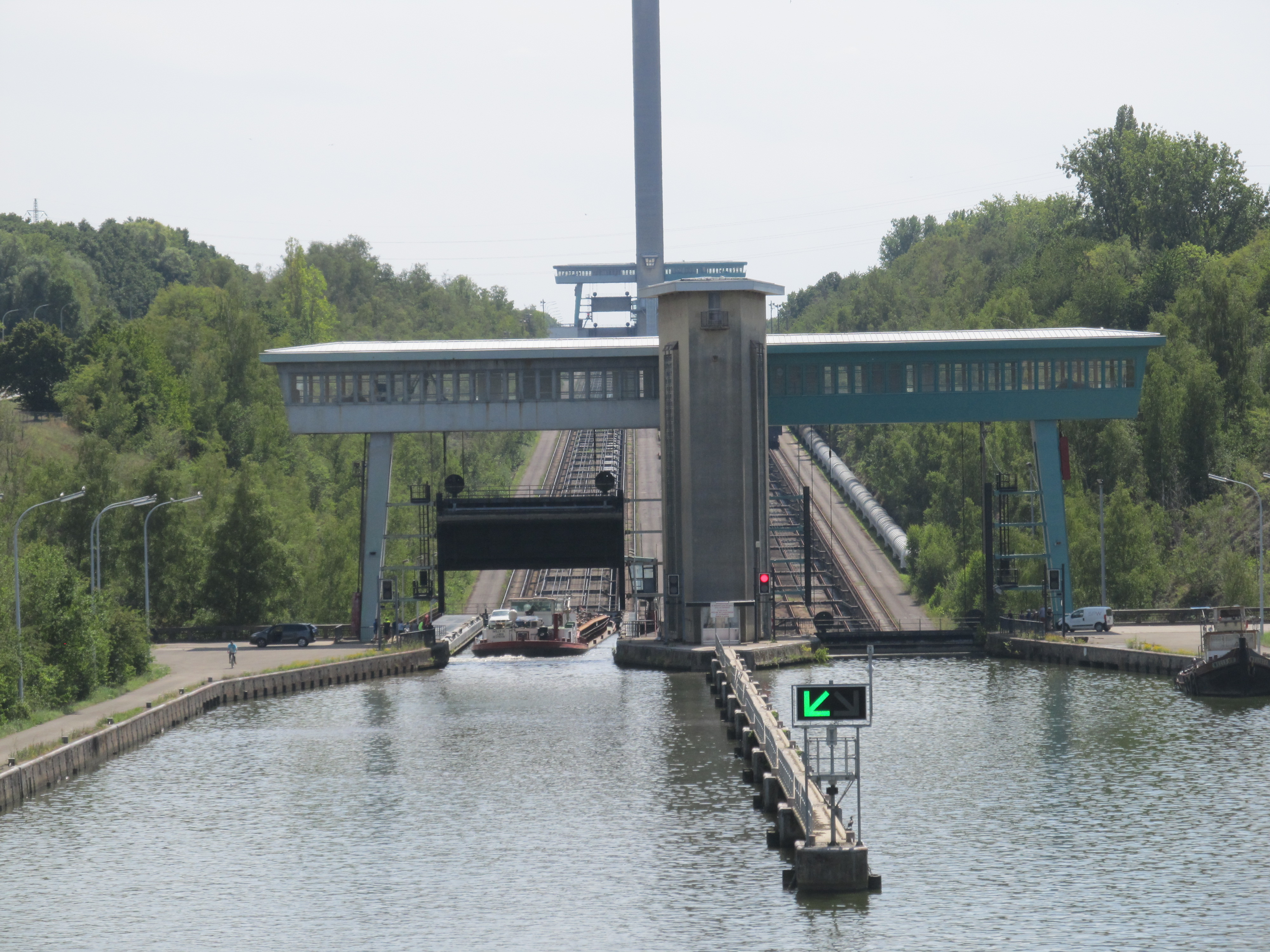
Planul înclinat de la Ronquières.

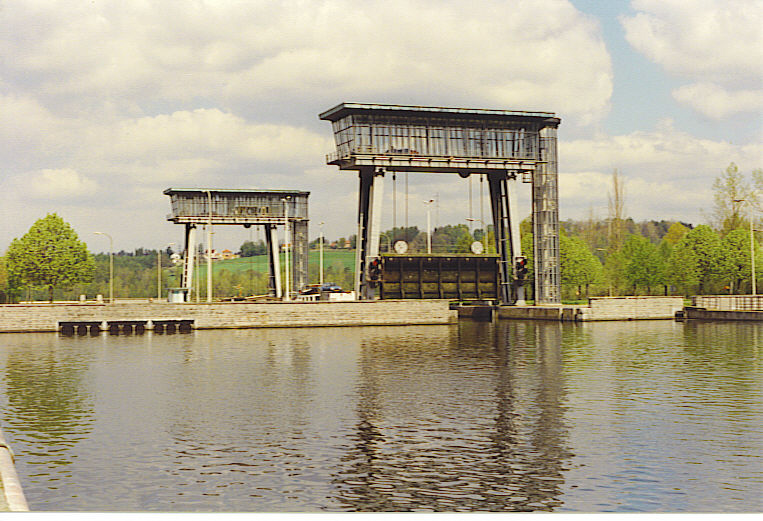
Ecluza de la Ittre.

Diferența de altitudine dintre Bruxelles și Seneffe (la confluența cu Senne) este de 88 de metri. Pentru a depăși această denivelare au fost construite șapte ecluze și un plan înclinat.

Diferența de altitudine dintre Seneffe și Charleroi (la confluența cu Sambre) este de 21 de metri. Pentru a depăși această denivelare au fost construite trei ecluze.
- Altitudinea la Charleroi: 100,20 m
- Altitudinea la Seneffe: 121,10 m (punctul maxim, între Ronquières și Viesville)
- Altitudinea la Bruxelles: 13,30 m

#### Caracteristici geometrice[2]
- Marchienne-au-Pont: Ecluza n°1 (85,08 m x 11,50 m) – diferență de nivel de 6,20 m
- Gosselies: Ecluza n°2 ( 87,70 m x 11,50 m) – diferență de nivel de 7,20 m
- Viesville: Ecluza n°3 (87,60 m x 11,50 m) – diferență de nivel de 7,50 m
- Ronquières: Planul înclinat n°4 – (2 chesoane de 85,50 m x 11,60 m) – diferență de nivel de 67,53 m
- Ittre: Ecluza n°5 (90,00 m x 12,00 m) – diferență de nivel de 13,33 m
- Lembeek: Ecluza n°6 (81,60 m x 10,50 m) – diferență de nivel de 7,07 m
- Halle: Ecluza n°7 ( 81,60 m x 10,50 m) – diferență de nivel de 3,30 m
- Lot: Ecluza n°8 (81,60 m) x 10,50 m – diferență de nivel de 3,70 m
- Ruisbroek: Ecluza n°9 (81,60 m x 10,50 m) – diferență de nivel de 3,70 m
- Anderlecht: Ecluza n°10 (81,60 m x 10,50 m) – diferență de nivel de 3,70 m
- Molenbeek-Saint-Jean: Ecluza n°11 (81,60 m) x 10,50 m – diferență de nivel de 4,70 m

## Trafic

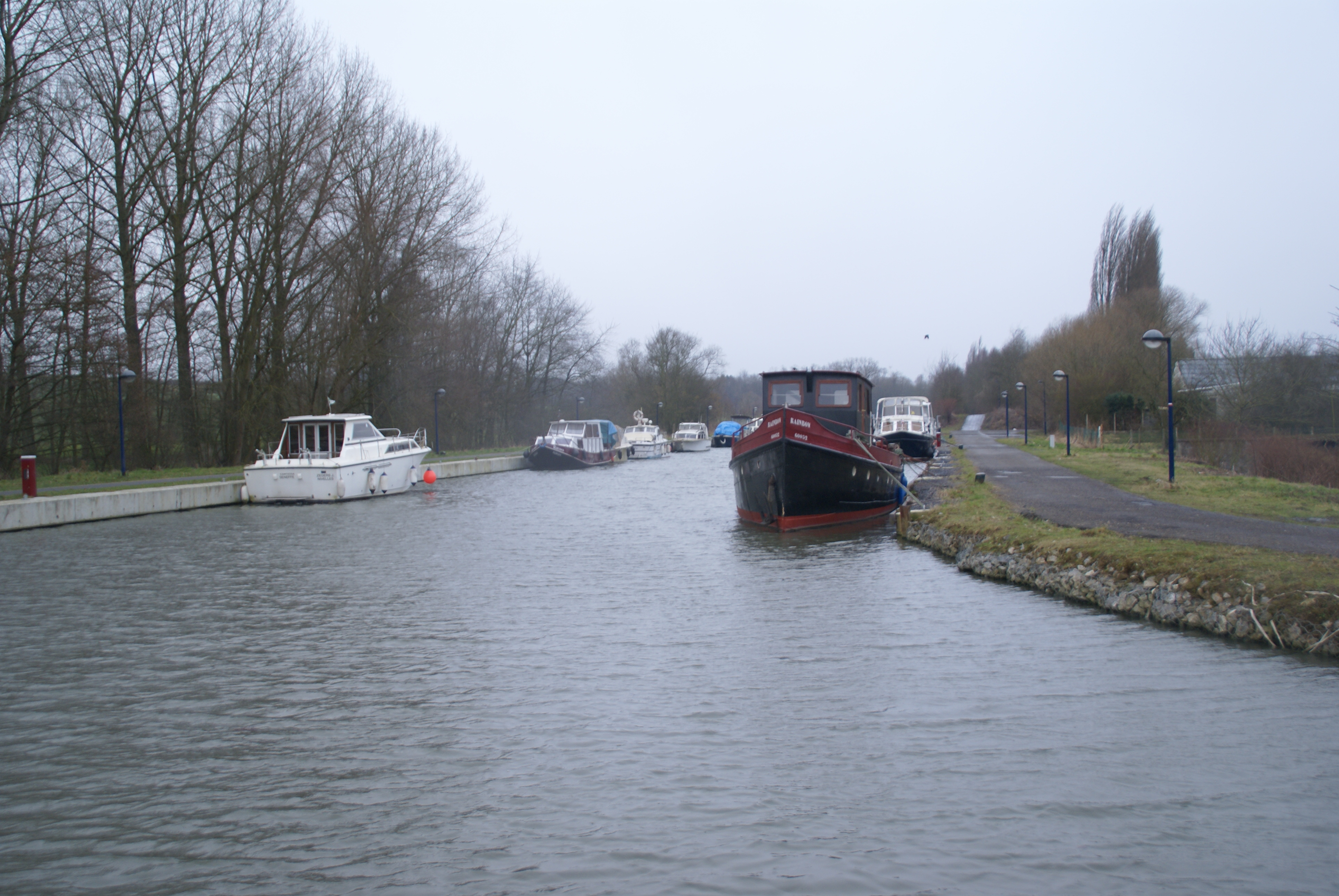
Ambarcațiuni în portul Seneffe.

- 1987 - Tonaj: 1.094.000 t - Număr de ambarcațiuni: 3084
- 1990 - Tonaj: 1.289.000 t - Număr de ambarcațiuni: 3346
- 2000 - Tonaj: 2.100.000 t - Număr de ambarcațiuni: 3471
- 2004 - Tonaj: 3.160.000 t - Număr de ambarcațiuni: 5155[22]
- 2005 - Tonaj: 3.019.000 t - Număr de ambarcațiuni: 4812[22]
- 2006 - Tonaj: 3.144.000 t - Număr de ambarcațiuni: 5215 (3981 încărcate)[22]
- 2007 - Tonaj: 3.091.000 t - Număr de ambarcațiuni: 5163 (4048 încărcate)[22]
- 2008 - Tonaj: 2.939.000 t - Număr de ambarcațiuni: 4860 (4070 încărcate)[22]
- 2009 - Tonaj: 1.686.000 t - Număr de ambarcațiuni: 3741 (2361 încărcate)[22]
- 2010 - Tonaj: 1.924.000 t - Număr de ambarcațiuni: 3934 (2600 încărcate)[22]

Notă: până în 2001, traficul măsurat la Ronquières avea destinația La Louvière și Charleroi.
Începând din 2002, o parte a acestui trafic intră în bieful elevatorului de la Strépy-Thieu. Se consideră în general că acest al treilea punct de acces a dus la sporirea cu cel puțin 50% a traficului total pe canalul Charleroi-Bruxelles (+1.000.000 t, +1700 ambarcațiuni).

## Legături cu alte căi navigabile
- Canalul maritim Bruxelles-Escaut: la Bruxelles
- Sambre: la Dampremy (Charleroi)
- Canal du Centre: la Seneffe

## Alimentarea cu apă
Canalul Charleroi-Bruxelles este alimentat de apa râurilor și pârâurilor. Totuși, bieful de la cumpăna apelor se găsește la o altitudine similară cu cea a izvoarelor râurilor din apropiere, precum Samme. De aceea, nivelul apei în bief nu poate fi menținut folosind ca sursă doar debitele acestor râuri și pârâuri. Acest motiv justifică folosirea ascensoarelor pentru ambarcațiuni de pe canalul du Centre și a planului înclinat de la  Ronquières, deoarece aceste lucrări de artă nu consumă decât câțiva centimetri de apă la fiecare ciclu.
La confluența canalului cu Sambre, cele 11 ecluze de pe vechiul canal, care consumau în medie 420 m3 de apă, au fost înlocuite de doar 3 ecluze, din care una cu o cursă de 7,5 m pe verticală, iar volumul de apă consumat la fiecare ciclu este de 7500 m3.
Alimentarea cu apă se face din lacurile Eau d'Heure. Apa este deversată în râul Eau d'Heure, care se varsă în Sambre la Marchienne-au-Pont, în apropiere de confluența cu canalul. Apa este apoi pompată în fiecare dintre ecluze.

## Galerie de imagini

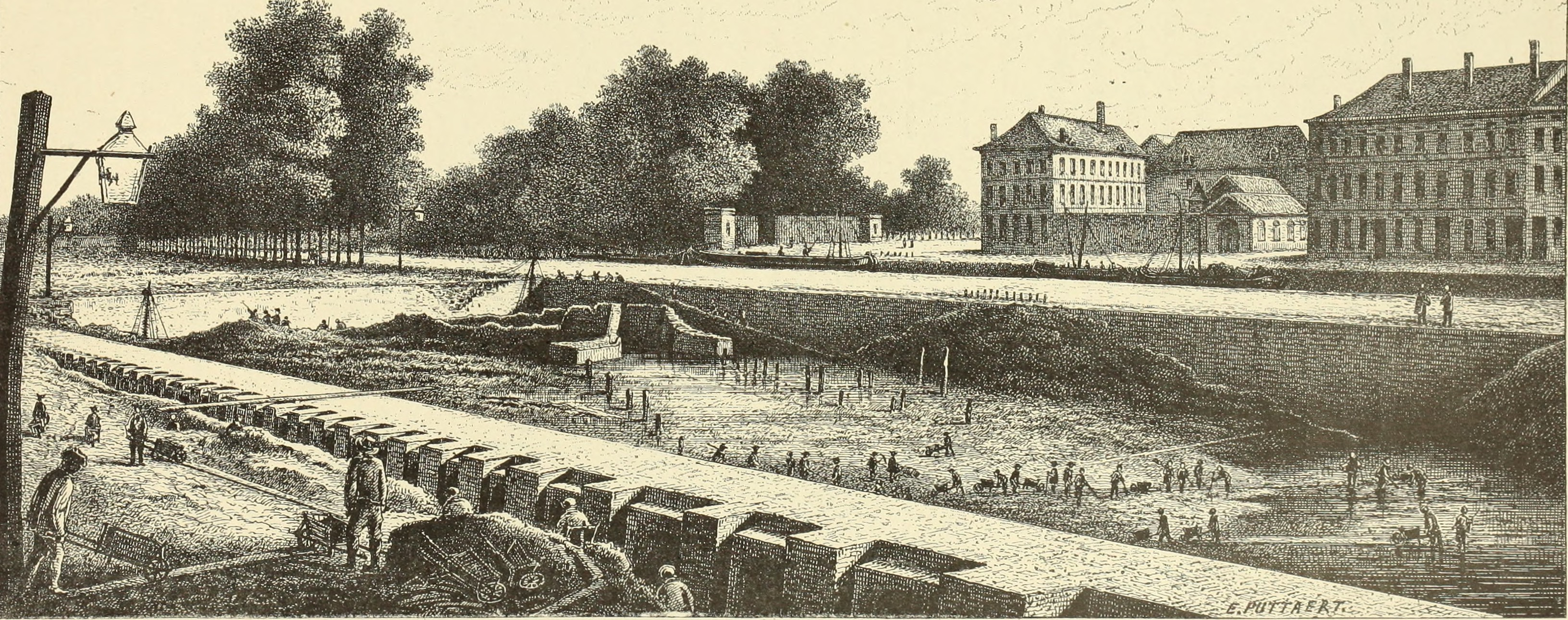
Execuția canalului la Bruxelles
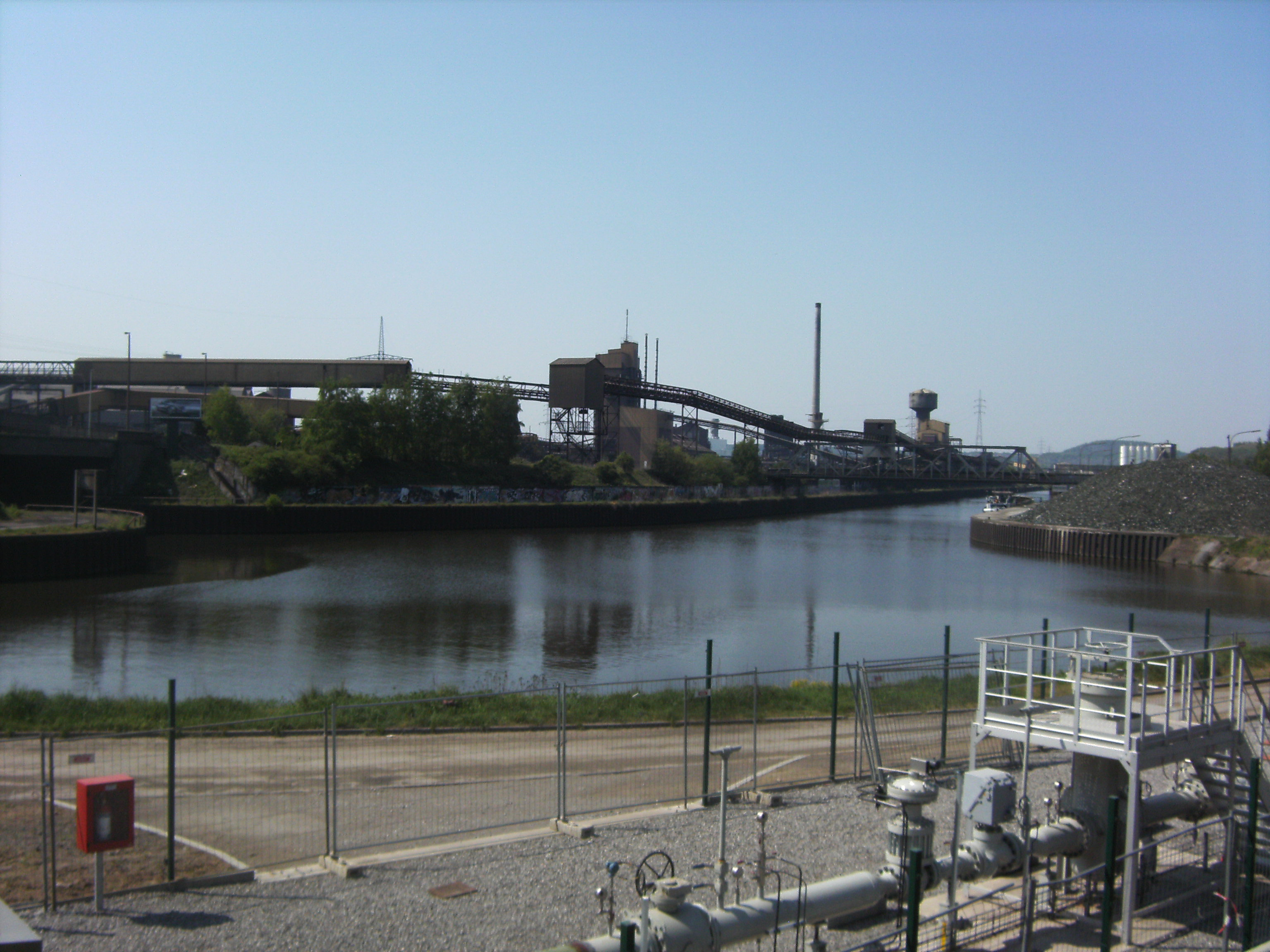
Extremitatea canalului la Dampremy (Charleroi)
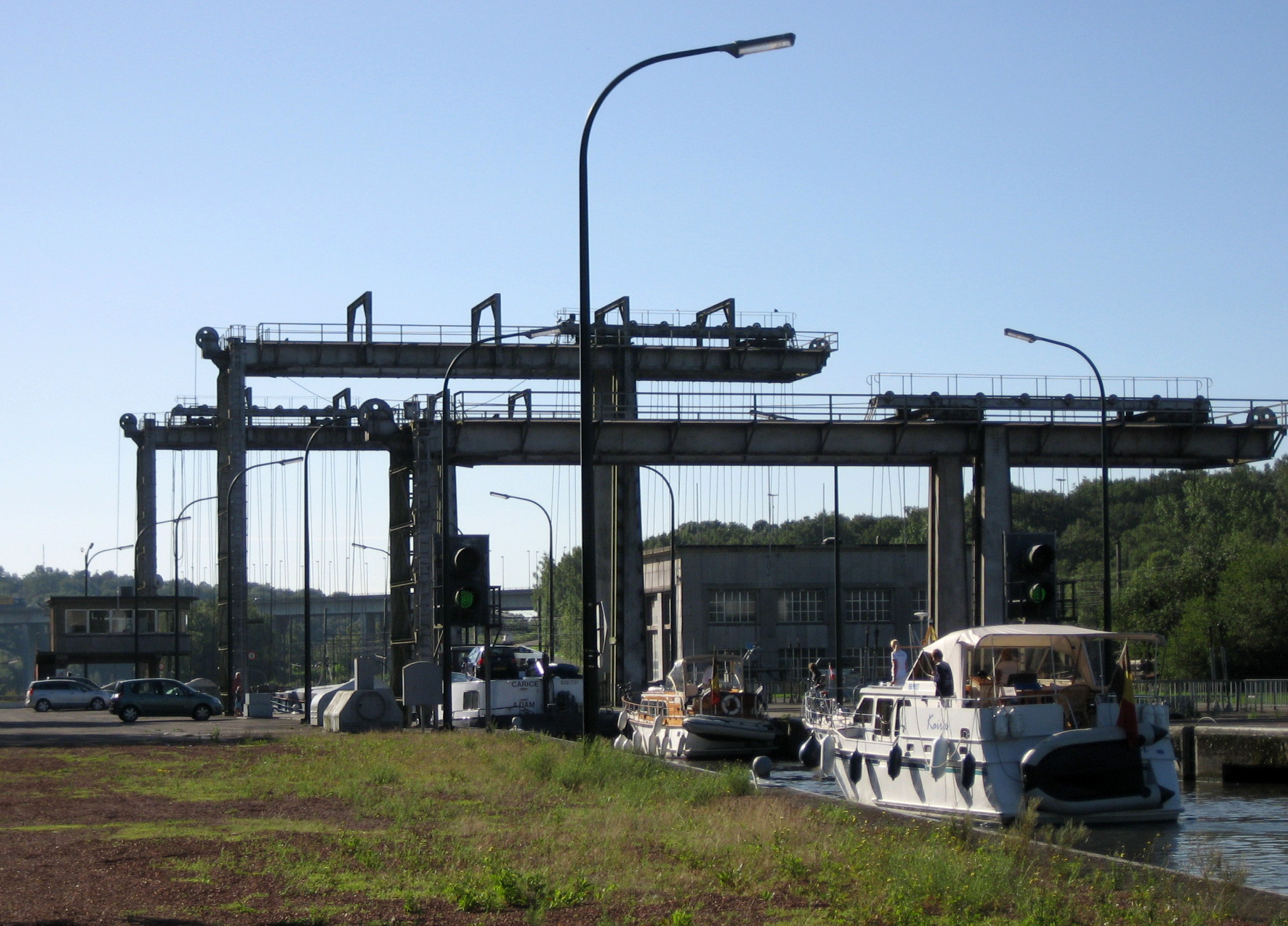
Ecluză lângă Charleroi
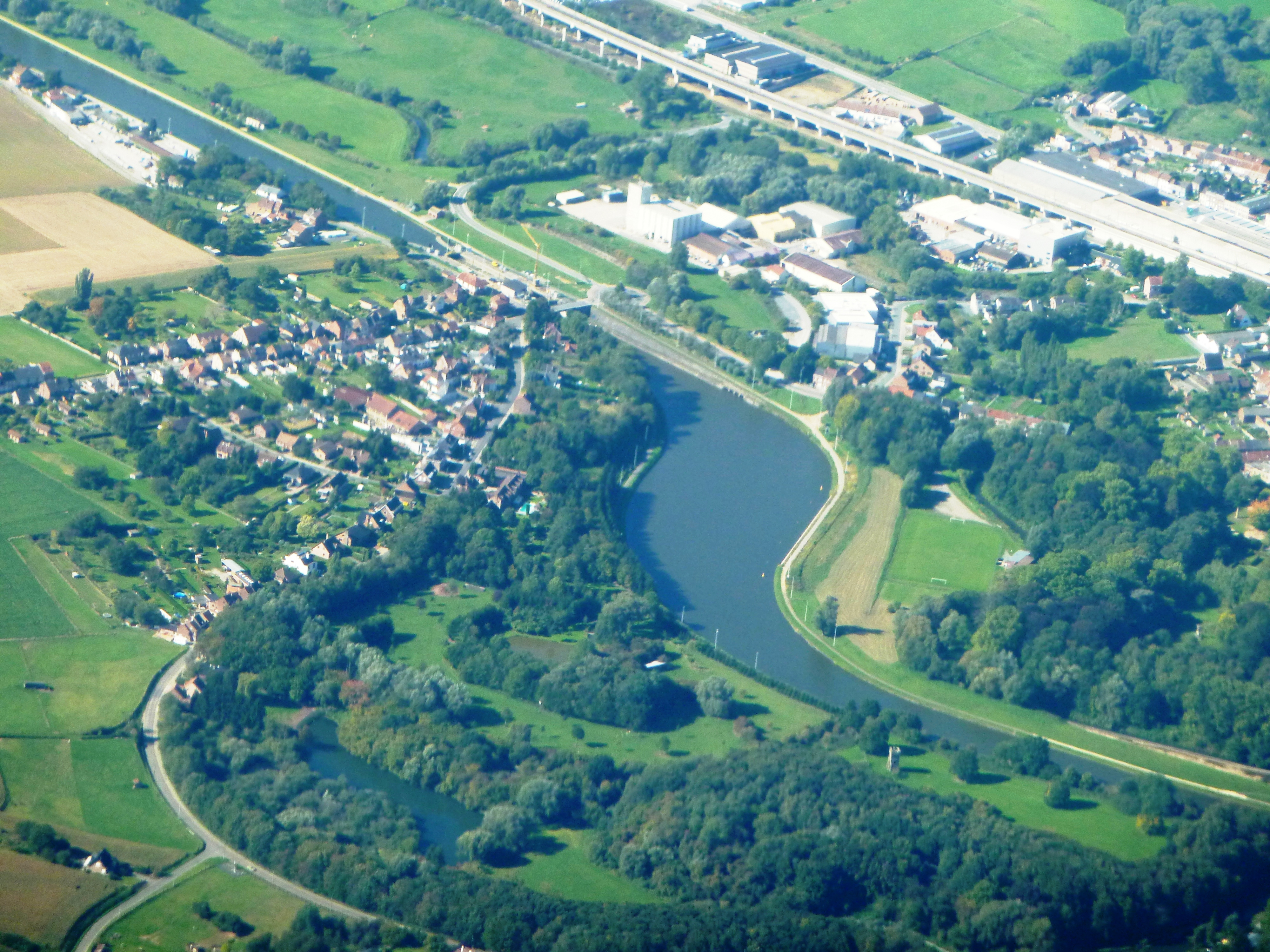
Canalul la Lembeek
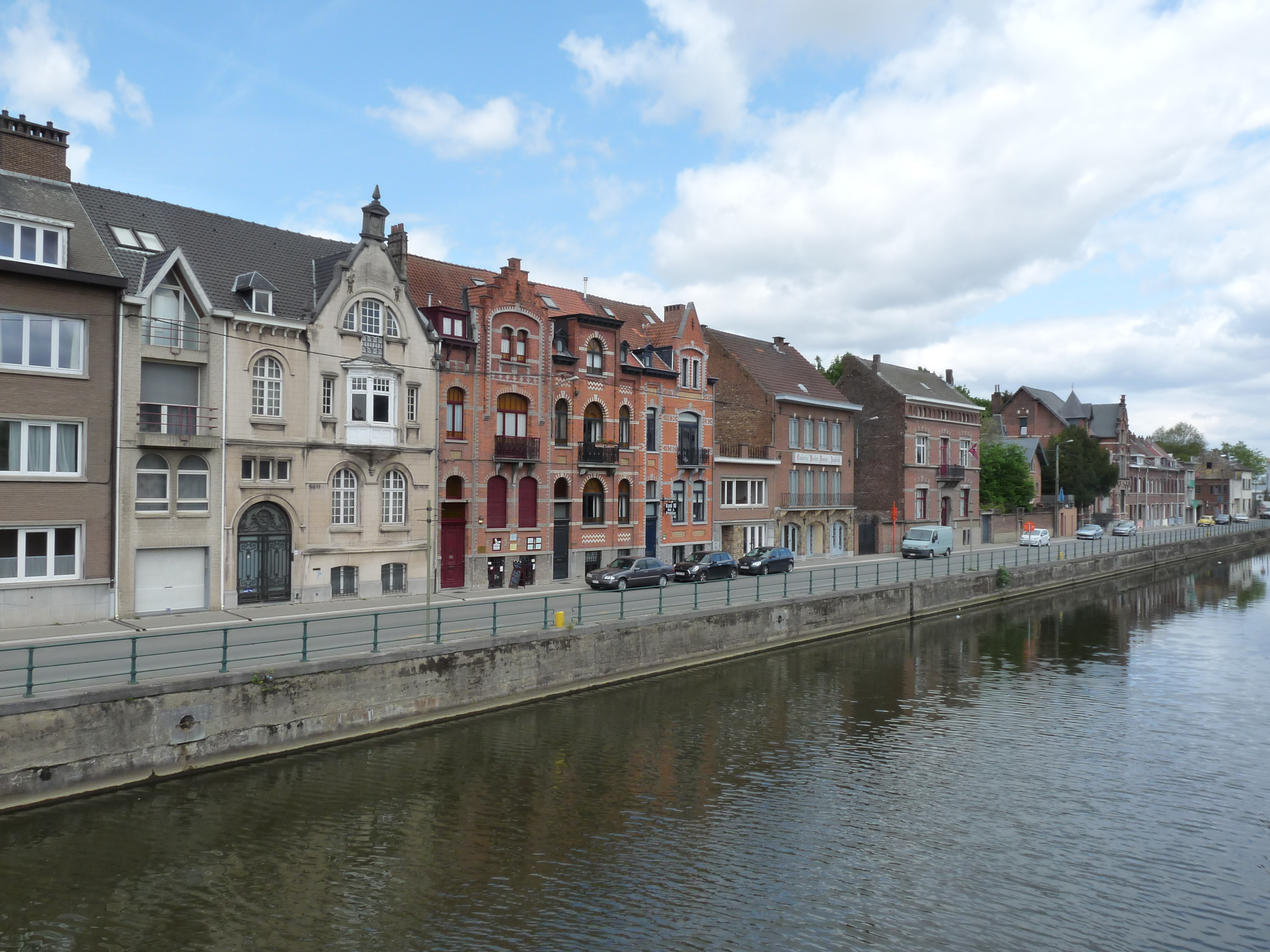
Canalul la Halle
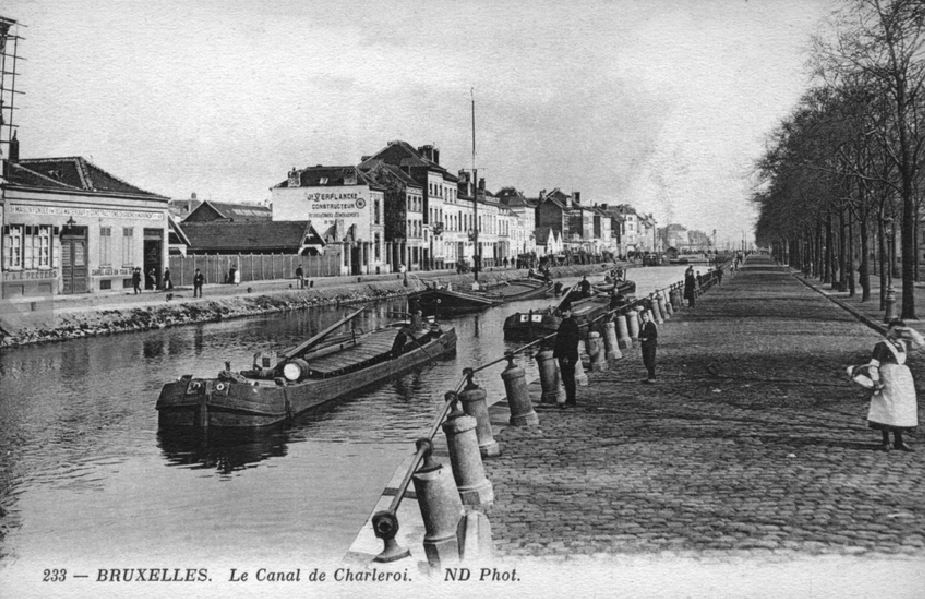
Paralel cu Bulevardul Barthélémy din Bruxelles, cca. 1906-1908
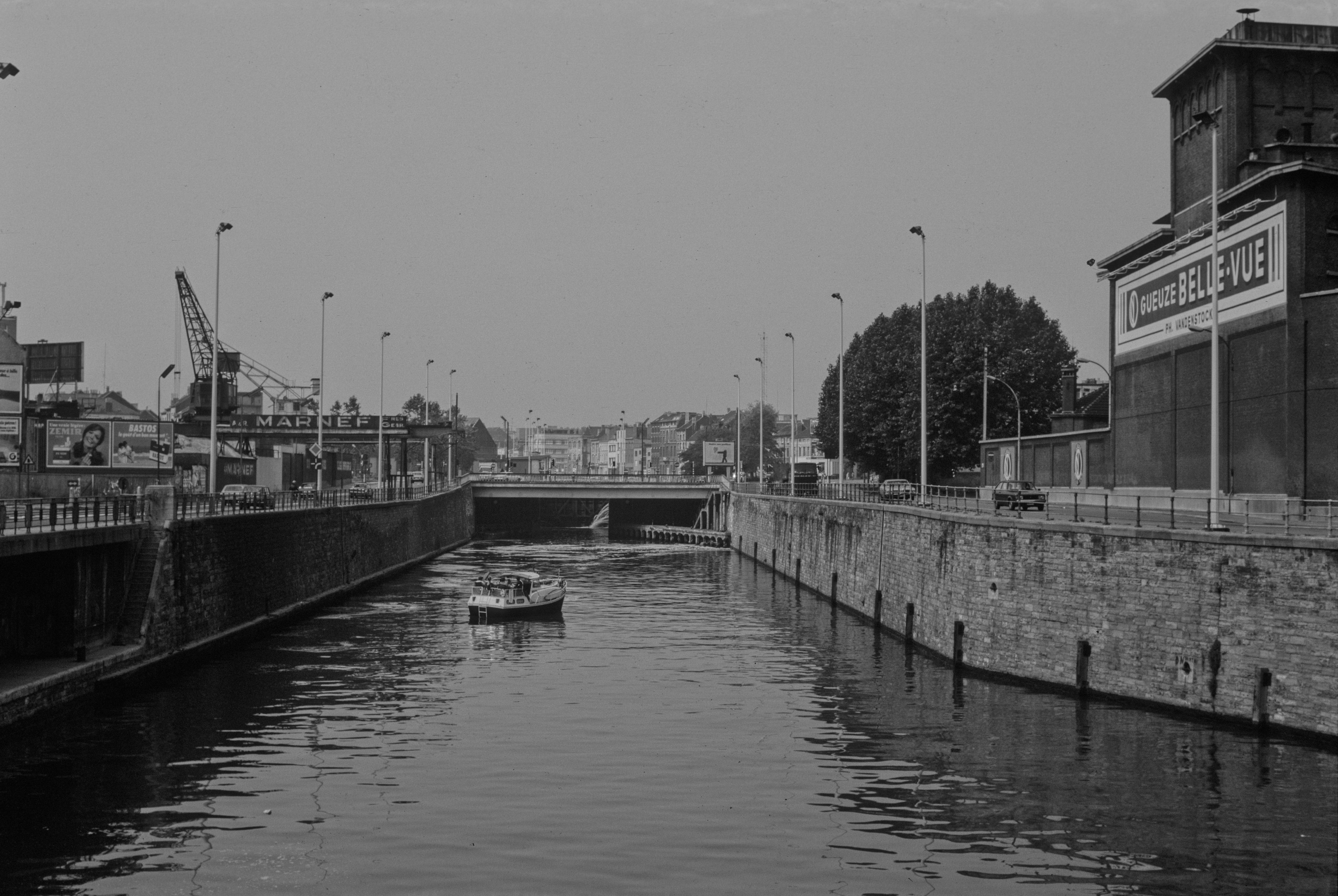
Cheul Hainaut, în Molenbeek-Saint-Jean, în 1980
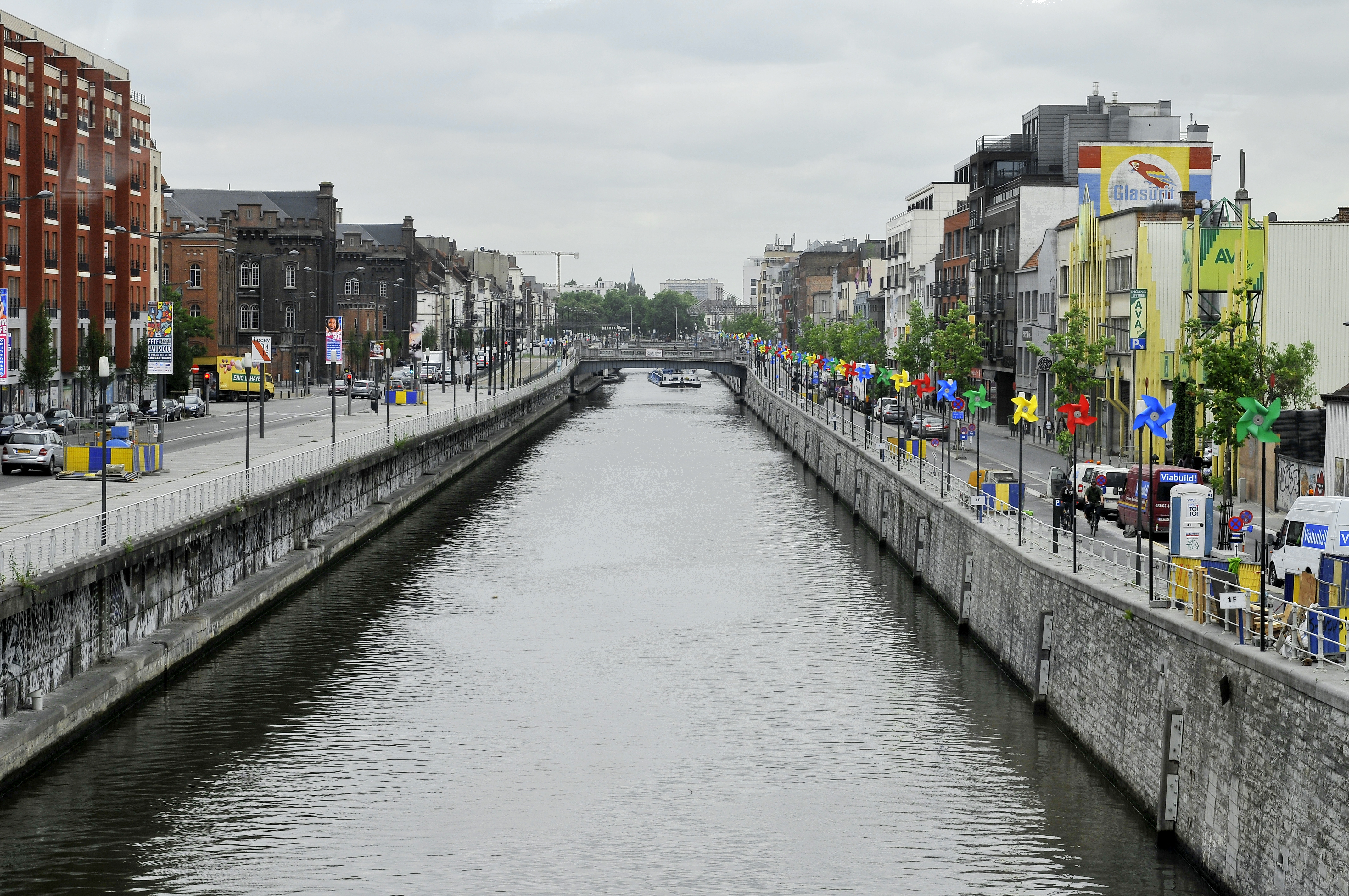
Canalul în Bruxelles